# Louis Armstrong
Louis Armstrong (4. august 1901 – 6. juli 1971) var en amerikansk jazzmusiker (trompetist og sanger).
Armstrong – med kælenavne som Satchmo og Pops – er formodentlig den mest berømte af alle jazzmusikere, og selv om jazz allerede i 1940'erne drejede væk fra hans stilmæssige idealer, har han hele tiden været højt beundret af andre musikere.
Hans indspilninger fra 1920'erne havde stor indflydelse på jazzens udvikling og anses stadig for noget af den bedste jazz, der nogensinde er indspillet. Hans duetter med Ella Fitzgerald er klassikere, og i 1968, da problemer med helbredet omtrent havde sat hans karriere som jazzmusiker i stå, fik han stor succes med "What a Wonderful World". Denne sang kan næppe kaldes jazz, men er meget karakteristisk Armstrong med sin positive og optimistiske holdning.

## Hans liv
Armstrong hævdede selv, at han var født 4. juli 1900. Først 12 år efter hans død mødte forfatteren Gary Giddins (som bl.a. har skrevet bøger om Bing Crosby og Charlie Parker) i sin søgen på Armstrongs rødder en præst i et nabosogn, som viste ham, at der i den lokale kirkebog var en Louis Armstrong, hvis fødselsdag var 4. august 1901. Det viste sig, at lille Louis var registreret i moderens hvide arbejdsgivers sognekirke. Denne oplysning kom med i Giddins' bog "Satchmo – the Genius of Louis Armstrong" fra 1988 og har været accepteret af Armstrong-forskere lige siden.

## Mennesket
Louis Armstrong, der i sin levetid opnåede en popularitet, som ikke er overgået af nogen anden jazzmusiker, kan fortsat både som sanger og instrumentalist identificeres på få toner. Og selv om yngre generationer af jazzmusikere har fundet nye inspiratorer og forbilleder, så har forbillederne – eller måske forbilledernes forbilleder – utvivlsomt haft Louis Armstrong som forbillede.
Louis Armstrong voksede op i et slumkvarter, og da han nytårsaften 1912 affyrede en skarpladt pistol, blev han anbragt på drengehjemmet Colored Waif's Home. Her lærte han at spille kornet, og da han forlod hjemmet i 1914, fik han kontakt med tidens førende kornettist, Joe "King" Oliver, som blev hans lærer og mentor. I 1922 fik Louis Armstrong sit gennembrud som 2. kornettist i King Oliver's Creole Jazz Band i Chicago, og to år senere havde han sin entré på scenen i New York. Han udskiftede kornetten med den mere smældende trompet, og han markerede sig med en enestående volumen og melodisk fantasi.
Louis Armstrong, der i 1925 for første gang indspillede i eget navn – med ensemblet Hot Five – udviklede også et bemærkelsesværdigt talent som sanger og som showman. Fra 1930 var han jazzens suverænt mest beundrede kunstner, der tilmed blev stjerne på det populærmusikalske marked. Gennem årene medvirkede han i en række spillefilm, blandt andet to danske, København, Kalundborg og - ? fra 1933 og Kærlighedens melodi fra 1959. Fra København, Kalundborg og ? findes der tre numre, der viser Louis Armstrong optræde med stor selvsikkerhed som den geniale musiker og showmand.
Louis Armstrong arbejdede fra 1947 og frem til sin død med de såkaldte All-Stars-grupper. Hans turnévirksomhed var imponerende, og skønt der i 1960'erne kunne spores en vis afmatning, var årtiet ingen dårlig periode for kunstneren. Han kom på hitlisterne med "Hello Dolly" og – nok så markant – med den ovenfor nævnte "What a Wonderful World".
Armstrong huskes også for den stille ballade "All the Time in the World' fra James Bond-filmen On Her Majesty's Secret Service (Agent 007 i Hendes Majestæts hemmelige tjeneste) fra 1969. Det var i øvrigt også Louis Armstrong, der helt tilbage i 1957 indspillede den første amerikanske stereoplade, Louis Armstrong Plays King Oliver hos Radio Recorders i Hollywood.

## Louis Armstrong i Danmark
Louis Armstrong har været en del gange i Danmark  
- 1933, hvor han gav 8 udsolgte koncerter i Tivoli i København (d. 21. oktober ff) og to i Odense[9][10] Han medvirkede i lystspillet København, Kalundborg og - ?.[11] [12]
- 1947 koncert i K.B. Hallen i København (d. 2. oktober).
- 1949 "Sæsonens største Jazz-begivenhed: Trompetkongen Louis Armstrong og hans stjernesolister" i K.B. Hallen i København (d. 5. oktober).
- 1952 koncert i K.B. Hallen i København (d. 29. og 30. september). [13]
- 1955 koncert i K.B. Hallen i København (d. 12. og 13. oktober), udnævnt til æresstudent og livslang medlem af Studenterforeningen, koncert i Fyns Forum i Odense (d. 14. oktober), koncert i Stadionhallen i Århus (d. 15. oktober).[14]
- 1956 Studenterforeningen i København udnævner Louis Armstrong til æreskunstner.
- 1957 med koncert i Stadionhallen i Århus.[15]
- 1959 med to koncerter i Falkoner Centret i København (d. 21., 22. og 25. januar), i Riverside Jazzclub, Fyns Forum, Odense[16] samt i Aalborg Kongres & Kultur Center, Aalborg. Her medvirkede han også i en film denne gang [Kærlighedens Melodi] fra [ASA film.][17]
- 1961 K.B. Hallen i København, Stadionhallen i Århus og Aalborg Kongres & Kultur Center i Ålborg.
- 1962 Tivoli Dansetten og Plænen.
- 1967 i Odd Fellow Palæet i København (d. 24. juli).